# Chaunus achavali
Rhinella achavali là một loài cóc trong họ Bufonidae. Nó là loài đặc hữu của Uruguay.

## Hình ảnh

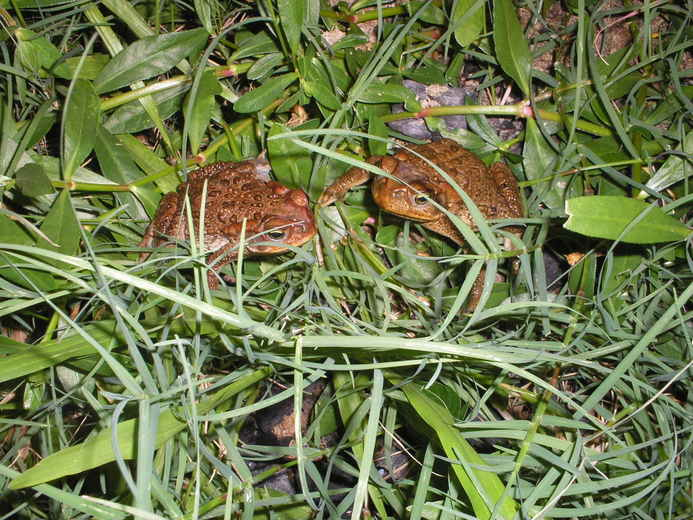